# Тукалевский, Владимир Николаевич
Владимир Николаевич Тукалевский (1881, Полтава — 13 декабря 1936, Прага) — российско-чешский историк и библиограф.

## Биография
Учился и работал журналистом в Киеве, в 1905 году перебрался в Санкт-Петербург и в 1911 году окончил историко-филологический факультет Санкт-Петербургского университета. Работал в Управлении по делам мелкого кредита при Государственном банке России, в 1917 году ненадолго возглавил журнал «Вестник кооперативного кредита». Затем журнал был закрыт, а Тукалевский ненадолго арестован и после освобождения в 1918 году эмигрировал в Финляндию. Жил в Териоки, где руководил русской школой, возглавлял агентство «Политические известия», сотрудничал с европейскими журналами.
В 1923 году Тукалевский переехал в Прагу и возглавил библиотеку объединения российских земских и городских деятелей «Земгор». В 1924 году по инициативе Тукалевского министр иностранных дел Чехословакии Эдуард Бенеш учредил при министерстве «Русскую библиотеку», и Тукалевский, передавший в неё собственные книги и архив периодики, был назначен её заведующим. В 1929 году библиотека была преобразована в Славянскую библиотеку в составе Национальной библиотеки Чехословакии, её фонд стал комплектоваться книгами на разных славянских языках, а Тукалевский оставался руководителем русского отдела.
В 1936 году в ходе судебного процесса по так называемому Делу «Антисоветского объединенного троцкистско-зиновьевского центра» обвиняемый Валентин Ольберг заявил, что Тукалевский в качестве агента Льва Троцкого и гестапо помог ему оформить документы для въезда в СССР с целью покушения на Сталина. Несмотря на то, что Тукалевский немедленно опубликовал в пражских газетах письма с опровержением этой информации, руководство Национальной библиотеки не продлило его контракт. Через несколько месяцев Тукалевский умер от рака.
Тукалевскому принадлежит очерк «Из истории философских направлений в русском обществе XVIII века» (Журнал Министерства народного просвещения, 1911), получивший высокую оценку Василия Зеньковского. Тукалевский публиковал статьи в журналах «Кооперация», «Голос минувшего», «Толстовский ежегодник», «Наша жизнь», «Театральная Россия», участвовал в двухтомном сборнике статей и материалов «Масонство в его прошлом и настоящем» (1914—1915).
В 2003 году в Национальной библиотеке Праги прошла выставка, посвящённая Владимиру Тукалевскому.

## Сочинения
- Тукалевский В. Н. Искания русских масонов. СПб., 1911.